# Give No Fxk
Give No Fxk è un singolo del gruppo musicale statunitense Migos pubblicato il 14 febbraio 2020 da Quality Control Music e Motown.
Il singolo vede la partecipazione dei rapper statunitensi Young Thug e Travis Scott.

## Antefatti
Il brano originariamente era stato eseguito in live durante un concerto dell'Astroworld Festival di Travis Scott nel 2019.

## Video musicale
Il videoclip è stato diretto dal membro dei Migos Quavo e da Aisultan Seitov, gli effetti visivi presenti in esso vengono definiti distopici e psichedelici.

## Tracce
1. Give No Fxk (feat. Young Thug e Travis Scott) – 3:54 (Quavious Marshall, Kirshnik Ball, Kiari Cephus, Jacques Webster II, Jeffery Williams, Daryl McPherson, Shane Lindstrom, Jonah Yano, Joseph L'Étranger)

## Classifiche
| Classifica (2021) | Posizione massima |
| ----------------- | ----------------- |
| Canada            | 60                |
| Francia           | 164               |
| Regno Unito       | 96                |
| Stati Uniti       | 48                |